# Малоархангельськ (Орловська область)
Малоархангельськ (рос. Малоархангельск) — місто у Малоархангельському районі Орловської області Російської Федерації.
Населення становить 3066 осіб. Входить до муніципального утворення міське поселення Малоархангельськ.

## Історія
Населений пункт розташований у межах Чорнозем'я та історичного Дикого Поля. Від 30 липня 1928 року у складі Орловського округу Центрально-Чорноземної області, 13 червня 1934 року після ліквідації Центрально-Чорноземної області населений пункт увійшов до складу новоствореної Курської області.
З 1944 року в складі Орловської області.
Від 2013 року входить до муніципального утворення міське поселення Малоархангельськ.

## Населення
| 1847  | 1856  | 1866  | 1897  | 1913  | 1926  | 1931  |
| ----- | ----- | ----- | ----- | ----- | ----- | ----- |
| 2735  | ↗4300 | ↘3286 | ↗7785 | ↗9300 | ↘6238 | ↗6900 |
| 1939  | 1959  | 1970  | 1979  | 1989  | 1992  | 1996  |
| ↘3497 | ↘2499 | ↗3000 | ↗3580 | ↗4294 | ↗4300 | →4300 |
| 1998  | 2000  | 2001  | 2002  | 2003  | 2005  | 2006  |
| ↘4200 | ↘4100 | ↘4000 | ↘3962 | ↗4000 | ↘3800 | ↘3700 |
| 2007  | 2008  | 2009  | 2010  | 2011  | 2012  | 2013  |
| →3700 | ↗3800 | ↗3862 | ↘3620 | ↘3600 | ↘3565 | ↘3520 |
| 2014  | 2015  | 2016  | 2017  | 2018  |       |       |
| ↘3462 | ↘3359 | ↘3300 | ↘3293 | ↘3276 |       |       |